# Raniero Capocci
Raniero Capocci oder Rainer von Viterbo (* zwischen 1180 und 1190; † 27. Mai 1250 in Lyon, begraben in Citeaux) war ein Kardinal der römisch-katholischen Kirche. Er stammte aus Viterbo.

## Leben

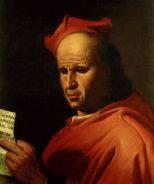
Kardinal Raniero Capocci (Gemälde von Carlo Saraceni, Kollektion Longhi, Florenz)

Die Nachricht, Rainer sei Zisterzienser und Abt von Tre Fontane gewesen, geht auf den ersten Band der Italia Sacra aus dem Jahre 1644 des Ferdinando Ughelli zurück, der selbst Abt dieses Klosters gewesen war. Zeitgenössische Quellen dafür existieren nicht, doch gehörte er mit Jakob von Pecoraria zu den Vertretern zisterziensischer Interessen im Kardinalskollegium. Da er zeitlebens dem ordo der Kardinaldiakone angehörte, verfügte er wahrscheinlich nicht über die notwendigen Weihegrade, um das Amt eines Abtes auszuüben. Unter Papst Innozenz III. wurde er Notar und im Frühjahr 1216 zum Kardinaldiakon von Santa Maria in Cosmedin ernannt. Als päpstlicher Legat war er im Languedoc während des Albigenserkreuzzugs tätig, wo er die Bekanntschaft mit Domingo de Guzmán machte, dessen neu gegründeten Orden er dann in der Kurie in Rom förderte. Von Papst Honorius III. wurde er zum Rektor des Patrimonium in Tuszien und zum Vikar seiner Heimatstadt Viterbo bestellt.
Im Jahr 1234 trat Raniero als Feldkommandant päpstlicher Truppen im Kampf gegen die revoltierende Stadtbevölkerung von Rom auf. Dabei brachte er mit der Unterstützung kaiserlicher Truppen Viterbo wieder unter päpstliche Kontrolle, einen anschließenden Entsatz der Römer konnte er erfolgreich in einer Schlacht abwehren. Im Frühjahr 1235 unterwarfen sich die Römer wieder der Oberhoheit des Papstes.
Raniero war in dem 1239 ausbrechenden Konflikt zwischen Papst und Kaiser ein entschiedener Gegner Kaiser Friedrichs II., den er besonders mit Flugschriften propagandistisch bekämpfte. Diese Feindschaft wurde durch die freiwillige Unterwerfung der Viterbesen unter den Kaiser 1240 noch verstärkt. In dem Manifest „Ascendit de Mari“, das er im Auftrag Papst Gregors IX. verfasste, diffamierte Raniero den Kaiser als Antichrist und als eine die katholische Welt vernichtende Bestie. Unter Papst Innozenz IV. avancierte er innerhalb des Kardinalskollegiums zum Haupt der Kriegspartei gegen den Kaiser. Im September 1243 bewirkte er die Rückkehr Viterbos in das päpstliche Lager und übernahm die anschließende erfolgreiche Verteidigung der Stadt gegen ein kaiserliches Heer, dabei tatkräftig unterstützt von der jungen Rosa von Viterbo.
Nachdem der Papst 1244 nach Lyon geflohen war, blieb Raniero in Italien, um dort den Kampf weiter zu führen. 1245 wurde Viterbo vom Kaiser überfallen und gebrandschatzt, worauf Raniero seine Propaganda verschärfte, die maßgeblich zur Bannung des Kaisers auf dem Konzil von Lyon beitrug. 1246 unterlag er zusammen mit einem guelfischen Heer aus Perugia und Assisi in einer Feldschlacht, 1247 wurde Viterbo vom Kaiser zurückerobert. Nachdem 1248 der Bischof Marcellino von Arezzo von einem kaiserlichen Gericht verurteilt und hingerichtet wurde, rief Raniero schließlich zur Vernichtung der Staufer auf (Vernichtet Namen und Leib, Sproß und Samen dieses Babyloniers!).
Er starb am 27. Mai 1250, wenige Monate vor dem Kaiser. Bestattet wurde er in Citeaux, in Viterbo wurde vor dem Hauptaltar der von ihm gebauten Kirche Santa Maria dei Gradi ein Monument errichtet.
1249 hatte Raniero die Gründung des Servitenordens amtlich bestätigt. Der Mathematiker Leonardo Fibonacci widmete ihm die Schrift Flos super solutionibus quarumdam questionum ad numerum et ad geometriam uel ad utrumque pertinentium.